# Выбритый лоб

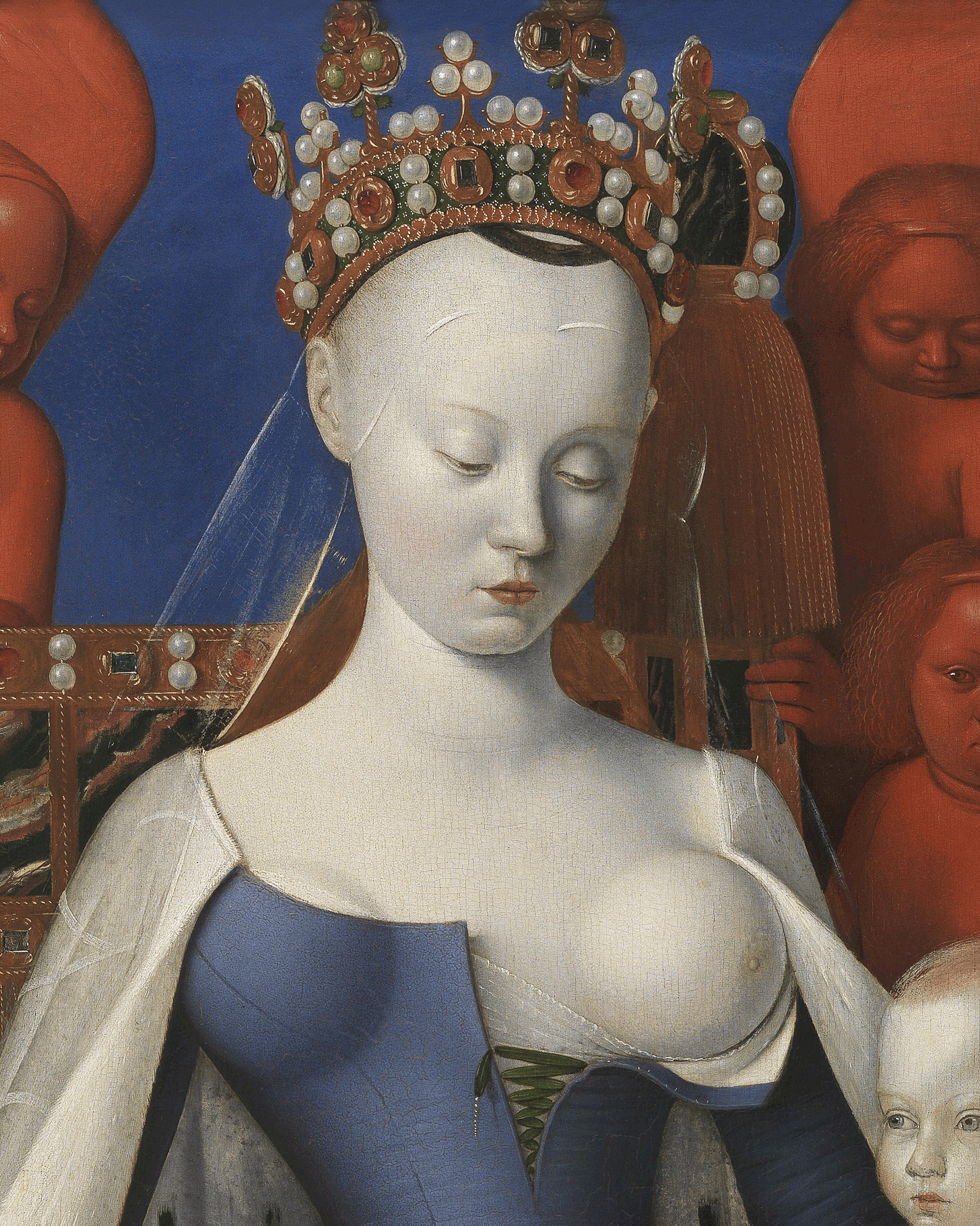
Меленский диптих: в образе Богородицы, скорее всего, изображена любовница короля Агнес Сорель, ок. 1456. Лоб так сильно обрит, что она кажется почти лысой

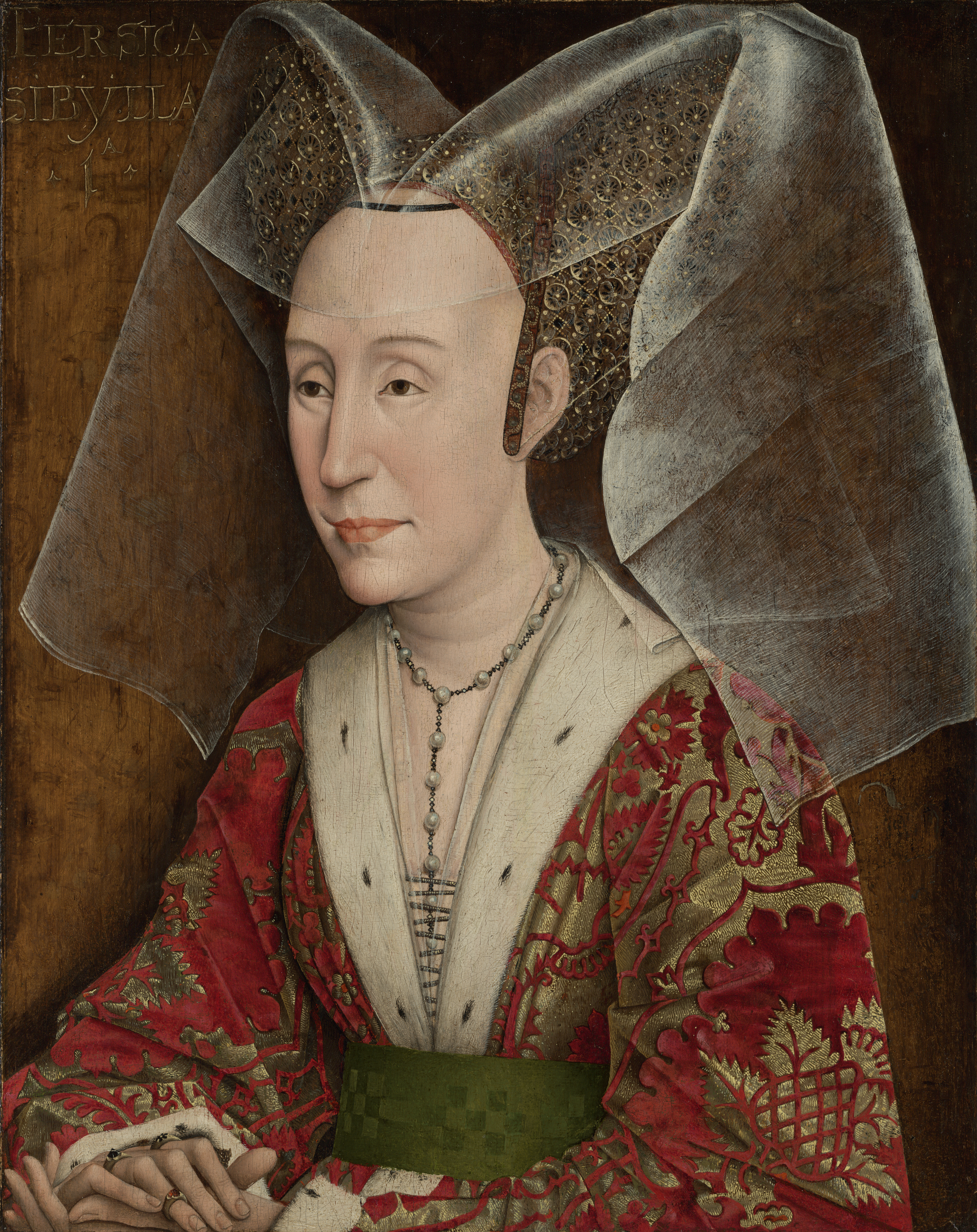
Портрет Изабеллы Португальской с бритым лбом в геннине, ок.1450

Выбритый лоб — вариант причёски, при котором удаляются волосы на лбу.
В прошлом использовался как отличительный признак принадлежности к определённому сословию в ряде культур. В настоящий момент не распространён, процедура упоминается исключительно при описании хирургических (пластических) операций.

## Европейское Средневековье
Мода на высоко выбритый лоб с бритыми бровями была распространена среди женщин в XV веке в аристократических кругах Италии, Франции и Нидерландов. Введение этого обычая, как принято считать, связывают с именем Изабеллы Баварской (1395 год).
Красивыми считались бледный цвет лица, стройная «лебединая (змеиная) шея» и высокий чистый лоб. Для удлинения овала лица дамы выбривали волосы надо лбом и выщипывали брови, а для того, чтобы шея казалось длиннее, брили затылки. Высокий выпуклый лоб был модным, и для его создания волосы надо лбом и затылком (для создания эффекта длинной шеи) иногда подбривали на два, а то и четыре пальца, а брови выщипывали. Также упоминаются случаи выщипывания ресниц, как верхних, так и нижних.
Зачастую лоб брился в комплексе с ношением определённого рода головных уборов. Так, например, носился геннин — высокий конусообразный головной убор. Каркас для него делается высотой два-три фута из твёрдой бумаги или накрахмаленного полотна, а затем обтягивается шёлком или другими более дорогими материалами. С тыльной стороны по геннину спускалась прозрачная вуаль, иногда до пола. Часто вуаль закрывала и лицо. Волосы, которые выбивались из-под геннина, выбривались, оставлялся только маленький треугольник посреди лба.
Эта мода осуждалась моралистами, но безуспешно, что мы видим по советам, которые даёт Жоффруа де Ла Тур Ландри в своей книге поучений дочерям «Livre pour l’enseignement de ses filles du Chevalier de La Tour Landry», написанной в 1371 г.: «Милые дочери, не выщипывайте ни брови, ни виски, ни волосы со лба, чтоб те казались выше того, как то назначила природа».
Следы этой моды XV века заметны на лице Моны Лизы (1503—1505): у неё выбриты брови и волосы на верхушке лба. Кроме того, такую причёску носила Елизавета I Английская в пожилом возрасте (XVI век) вместе с париком.
Однако, также существует версия, что в средние века из-за низкого уровня жизни (в том числе плохое питание, отсутствие витаминов и др.) повсеместно распространилось заболевание рахитом. Одним из симптомов рахита является облысение передней части черепа. Поэтому это необходимо «вошло в моду». Отсутствие бровей и ресниц у Моны Лизы считается также проявлением болезни (или рахита, или шизофрении, или ещё более серьёзной патологии).

## Азия

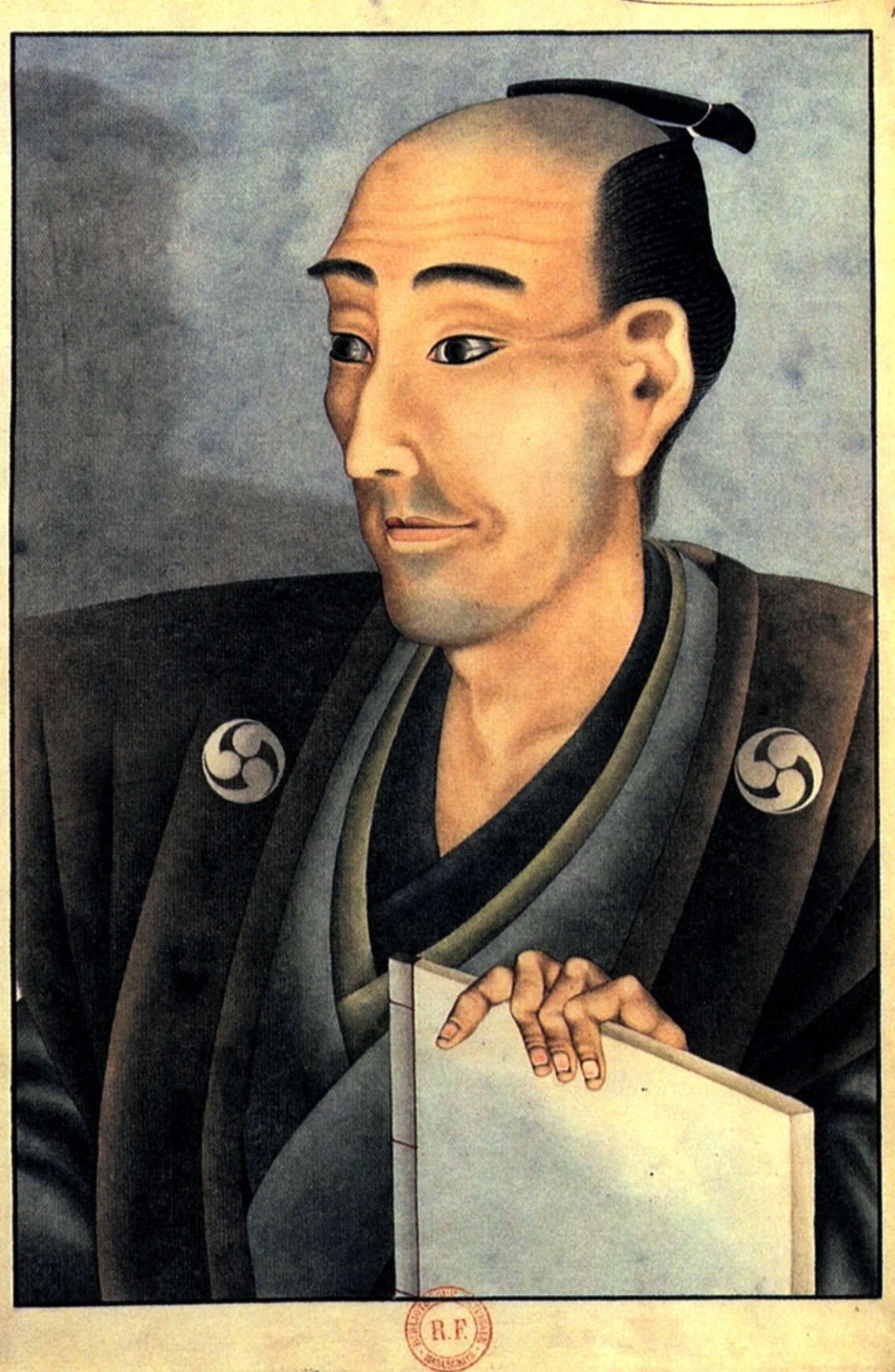
Самурай

### Япония
Выбривание лба было одной из причёсок, принятых у самураев — буси. Эта причёска получила название «сакаяки». Обычно самурай начинал носить её после обряда инициации — гэмбуку.
Сакаяки делали самураи всех возрастов. Выбривание волос у лба представителями военного сословия было обусловлено заимствованием этого вида причёски у айнов, с которыми военные поселенцы VII—VIII вв. находились в тесном контакте. В конце XVI в. самураи носили особую причёску с выбритыми у лба и на темени волосами. Кроме того, у японских мужчин существовали многие другие тонкости в выбривании висков, темени и проч.

### Монголы
На маковке головы они имеют гуменце наподобие клириков, и все вообще бреют [голову] на три пальца ширины от одного уха до другого; эти выбритые места соединяются с вышеупомянутым гуменцем; надо лбом равным образом также все бреют на два пальца ширины; те же волосы, которые находятся между гуменцем и вышеупомянутым бритым местом, они оставляют расти вплоть до бровей, а с той и другой стороны лба оставляют длинные волосы, обстригая их более чем наполовину; остальным же волосам дают расти, как женщины. Из этих волос они составляют две косы и завязывают каждую за ухом
— Иоанн де Плано Карпини. «История монголов»

### Маньчжуры и китайцы

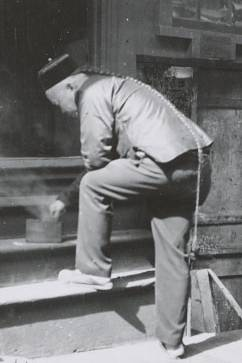
Китаец с бритым лбом и косицей, фото XIX века

После завоевания Китая маньчжурами, они предписали китайцам выбривать переднюю часть головы, а оставшиеся волосы заплетать в косу. Неисполнение данного приказа каралось смертной казнью. Подобная прическа стала классическим атрибутом китайца вплоть до XX века.

### Прочее
Подобная мода встречалась у тюркских народов, например, киргизов. Как и у маньчжуров, лоб спереди выбривался, а волосы сзади собирались в косу.
Одним из наиболее известных примеров можно считать оселедцы, которые носили запорожские казаки в XVII—XVIII веках. Они выбривали всю голову, оставляя посредине головы клок диаметром несколько сантиметров.

## В художественной литературе
В альтернативно-исторической реальности романа Уильяма Гибсона и Брюса Стерлинга «Машина различий» высокий лоб считается характерным признаком интеллектуалов, поэтому некоторые персонажи специально подбривают себе волосы над лбом.
В вымышленном мире «Колеса времени» Роберта Джордана у народа шончан лысая или бритая голова — атрибут аристократии; члены императорской семьи (и мужчины, и женщины) бреются наголо, аристократы бреют только часть головы, тем бо́льшую, чем более высокое положение занимают. Причёска строго регламентирована, лысые, не имеющие по своему социальному статусу права на лысину, обязаны носить парик.